# Счастливый конец (телесериал)
Счастливый конец, также известный как Хэппи Энды (англ. Happy Endings) — американский комедийный телесериал, выходящий на канале ABC. Премьера ансамблевого однокамерного ситкома состоялась 13 апреля 2011 года в качестве замены в середине сезона.
13 мая 2011 года сериал был продлён на второй сезон, премьера которого состоялась 28 сентября 2011 года. 13 октября 2011 года шоу получило дополнительный заказ на 6 сценариев, а 3 ноября 2011 года ABC продлил шоу на полный сезон из 22 эпизодов. 10 мая 2012 года ABC продлил сериал на третий сезон. 10 мая 2013 года канал закрыл сериал после трех сезонов.

## Обзор
Сериал рассказывает о жизни группы друзей, двое из которых, Дэйв и Алекс расстаются прямо в день свадьбы. Это ставит остальных друзей в неловкое положение: либо остаться в стороне, либо остаться друзьями с обоими. Алекс и Дэйв решают остаться друзьями, не представляя чем обернется это для них в будущем.

## В ролях
- Захари Найтон — Дэйв Роуз, был брошен своей невестой Алекс в день свадьбы.
- Элиша Катберт — Алекс Керкович, бывшая невеста Дэйва, которая оставляет его у алтаря в день их свадьбы.
- Элиза Куп — Джейн (Керкович) Уильямс, сестра Алекс, замужем за Брэдом.
- Дэймон Уайанс мл. — Брэд Уильям, муж Джейн, который делает все что прикажет ему Джейн.
- Адам Палли — Макс Блум, близкий друг Дэйва и сосед по комнате. Макс является геем который недавно рассказал об этом своим еврейским родителям.
- Кейси Уилсон — Пенни Харц, подруга для всех, отчаянно пытается найти себе парня, но безуспешно.

## Список эпизодов
| Сезон | Сезон | Эпизоды | Оригинальная дата выхода | Оригинальная дата выхода |
| Сезон | Сезон | Эпизоды | Премьера сезона          | Финал сезона             |
| ----- | ----- | ------- | ------------------------ | ------------------------ |
|       | 1     | 13      | 13 апреля 2011           | 24 августа 2011          |
|       | 2     | 21      | 28 сентября 2011         | 4 апреля 2012            |
|       | 3     | 23      | 23 октября 2012          | 3 мая 2013               |

## История создания
19 января 2010 года ABC дал зелёный свет съемкам пилотной серии, которая была написана Дэвидом Кэспом и срежиссирована Энтони Руссо и Джо Руссо. Sony Pictures Television и ABC Studios выступили в качестве продюсеров.
Кастинг начался в феврале 2010 года. Дэймон Уайанс мл. первым был утвержден на роль Брэда, послушного мужа Джейн. Следующей к актёрскому ансамблю присоединилась Кейси Уилсон в роли отчаянной и одинокой Пенни Харц. Элиза Куп и Адам Палли вскоре также присоединились к ансамблю, с ролями контролирующей всех Джейн и студенческого друга и соседа по комнате — Макса, соответственно. Элиша Катберт позже получила роль Алекс, которая бросила Дэйва у алтаря. 23 марта 2010 года Захари Найтон последним присоединился к актёрскому ансамблю в роли Дэйва, которого бросила Алекс.
13 мая 2010 года пилот был взят для сезона 2010—2011 в качестве замены в середине сезона.

## Релиз

### История трансляции
Премьера первого сезона состоялась 13 апреля 2011 года на ABC, а финал 25 мая. Эпизоды выходили в эфир не по порядку, а со значительными перестановками. В результате перестановок эпизоды «Bo Fight» и «Barefoot Pedaler», которые снимались как второй и третий эпизод соответственно, были показаны как десятый и одиннадцатый. Позже выяснилось что решение по поводу перестановок в показе было принято руководством ABC в попытке привлечь большую аудиторию на старте.
Эпизод «Why Can’t You Read Me?», который снимался как шестой эпизод не был показан в рамках официального первого сезона, но в итоге все же вышел в эфир 24 августа 2011 года.
16 сентября 2011 на ABC Family состоялся марафон из эпизодов первого сезона. Эпизоды были показаны в правильном порядке, в котором они были сняты, за исключением эпизода «Why Can’t You Read Me?», который не был показан.

### Онлайн
Полные эпизоды в настоящее время доступны на ABC.com и Hulu, а также доступны для покупки на iTunes.

### DVD
20 сентября 2011 года Sony Pictures Home Entertainment выпустила первый сезон, а также бонусы в виде интервью и нескольких пародий.

## Реакция

### Приём критиков
На стадии пилота сериал был подвергнут жесткой критики из-за схожести с похожими сериалами «Perfect Couples», «Mad Love», «Traffic Light» и «Friends with Benefits», которые также запускались в сезоне 2010—2011, и были закрыты после одного сезона. Шоу также многократно сравнивали с хитом 1990-х «Друзья».. В конечном счете после премьеры сериал стал собирать положительные отзывы и похвалу критиков, многие из которых отмечали что качество шоу значительно улучшилось по сравнению с пилотом. «Счастливый конец» стал вторым ситкомом сезона 2010—2011 после CBS' «Майк и Молли», который был продлен на второй сезон.

### Телевизионные рейтинги
Премьера сериала привлекла скромные 7.30 млн зрителей и демо составило 2.7. В целом средняя зрительская аудитория первого сезона составила 5,043 млн зрителей и демо 2.1, что привело к 105 месту в рейтинговой таблице телесезона.
Премьера второго сезона привлекла 7.25 млн зрителей и демо 3.1. Пятый эпизод второго сезона достиг максимума в истории сериала с 8.33 млн зрителей и демо 3.5 в аудитории 18-49.
| Сезон | Таймслот                                                                                   | Оригинальная дата выхода | Оригинальная дата выхода | ТВ сезон  | Зрители в США (млн) | Ранг | Демо-рейтинг (18-49 ранг) | 18-49 ранг |
| Сезон | Таймслот                                                                                   | Премьера сезона          | Финал сезона             | ТВ сезон  | Зрители в США (млн) | Ранг | Демо-рейтинг (18-49 ранг) | 18-49 ранг |
| ----- | ------------------------------------------------------------------------------------------ | ------------------------ | ------------------------ | --------- | ------------------- | ---- | ------------------------- | ---------- |
| 1     | Среда 9:31 вечера (13 апреля, 2011) Среда 10:00 вечера (13 апреля 2011 — 18 мая 2011 года) | 13 апреля 2011           | 25 мая 2011              | 2011      | 5.043               | 105  | 2.1/5                     | 75         |
| 1     | Среда 10:30 вечера (20 апреля 2011 года 5 мая 2011 — 25 мая, 2011)                         | 13 апреля 2011           | 25 мая 2011              | 2011      | 3.632               | 122  | 1.5/4                     | 103        |
| 2     | Среда 9:30 вечера                                                                          | 28 сентября 2011         | TBA                      | 2011—2012 | TBA                 | TBA  | TBA                       | TBA        |